# Voltooid leven
De uitdrukking voltooid leven wordt gebruikt in de context van eventuele zelfdoding door mensen die hun leven voltooid achten, en eventuele hulp daarbij van een ander. Andere in dit kader voorkomende uitdrukkingen zijn klaar met leven, levensmoe, vrijwillig levenseinde en zelfgekozen levenseinde. De uitdrukkingen voltooid leven en klaar met leven kunnen ook los van zelfdoding worden gebruikt als iemand oud en/of terminaal ziek is, en tevreden terugblikt op zijn/haar leven.
Het kan bijvoorbeeld gaan om mensen op hoge leeftijd die vinden dat hun leven “voltooid” is en geen verder nut meer heeft, of die levensmoe worden wanneer ze hun generatiegenoten een voor een zien sterven. Zij zien geen waarde meer in hun leven en dringen dan aan op stervenshulp. Dit kan al dan niet gepaard gaan met fysieke aandoeningen.  “Levensmoe” en “voltooid leven” zijn echter verzamelbegrippen, die niet hetzelfde betekenen. Ook worden de termen in landen soms verschillend geïnterpreteerd.

## Nederland

### Definities
Voor de Nederlandse Regionale Toetsingscommissies Euthanasie wordt met “klaar met leven” gedoeld op de situatie van mensen die veelal op hoge leeftijd zijn en die, zonder dat zij overigens in medisch opzicht een met ernstig lijden gepaard gaande ziekte of aandoening hebben, voor zichzelf hebben vastgesteld dat voor hen de waarde van het leven zodanig is afgenomen dat zij de dood verkiezen boven verder leven. De Nederlandse Vereniging voor een Vrijwillig Levenseinde (NVVE) spreekt van een existentieel lijden, zonder noodzakelijke medische grondslag, waarbij de persoon de situatie als uitzichtloos ervaart en er geen passende alternatieve behandelmogelijkheden meer zijn. De mensen die een voltooid leven ervaren zijn doorgaans niet meer bij machte om zich te groeperen, organiseren, en voor zichzelf op te komen. De mens die dit veelal betreft is op hoge leeftijd, is onthecht, leeft geïsoleerd, is aan huis gekluisterd, zicht en gehoor zijn slecht en (men) wacht enkel nog op de dood.(Commissie Schnabel)

### Burgerinitiatief Voltooid Leven
Het Burgerinitiatief Voltooid Leven was in 2010 in Nederland een burgerinitiatief om een onderwerp op de agenda van de Tweede Kamer te zetten.
Het initiatief ging uit van het Humanistisch Verbond en werd gedragen door een groep die zich 'Uit Vrije Wil' noemde. Deze initiatiefgroep bestond uit onder meer Hedy d'Ancona, Frits Bolkestein, Mies Bouwman, Milly van Stiphout, Eugène Sutorius, Dick Swaab, Jan Terlouw en Paul van Vliet. 
De initiatiefgroep bepleitte de legalisatie van stervenshulp aan mensen die hun leven voltooid achten. De hulp kon slechts gegeven worden na uitdrukkelijk verzoek van de hulpvrager. Het verzoek zou moeten worden getoetst aan 'voorwaarden van zorgvuldigheid en toetsbaarheid'. Men wilde dit alleen toestaan aan mensen die 70 jaar of ouder, wilsbekwaam en Nederlands staatsburger zijn.
Het burgerinitiatief werd op 18 mei 2010 aangeboden aan Johan Remkes, voorzitter van de Commissie voor de Verzoekschriften en de Burgerinitiatieven. Van de 116.871 steunbetuigingen waren er 71.225 digitaal op cd-rom en 45.646 op schrift.
Op 16 februari 2011 werd het burgerinitiatief besproken in een hoorzitting van de commissies voor Veiligheid en Justitie en voor Volksgezondheid, Welzijn en Sport, en op 8 maart 2012 volgde een plenaire zitting van de Tweede Kamer. Uiteindelijk werd het wetsvoorstel van Uit Vrije Wil eind 2013 afgewezen “omdat het zich niet goed zou verhouden tot het huidige stelsel”, wat door Uit Vrije Wil wordt weerlegd. Daarop heeft de groep Uit Vrije Wil zichzelf opgeheven: het doel is nog niet bereikt, maar de initiatiefleden zijn ervan overtuigd: het komt!

### RapportAdviescommissie voltooid levenen reactie regering
In 2016 besloot de regering naar aanleiding van het rapport van de Adviescommissie voltooid leven (onder voorzitterschap van Paul Schnabel) dat de bestaande wetgeving met betrekking tot voltooid leven voldoende was. Wel werd bijkomend onderzoek gevraagd.

### Wetsvoorstel
Aanhangig is het Voorstel van wet van het lid Podt houdende toetsing van levenseindebegeleiding van ouderen op verzoek en tot wijziging van het Wetboek van Strafrecht, de Wet op de beroepen in de individuele gezondheidszorg en enkele andere wetten (Wet toetsing levenseindebegeleiding van ouderen op verzoek).

## België
In België omschrijft men levensmoeheid als het psychisch lijden van een persoon die door (een combinatie van) medische en/of niet-medische factoren geen of slechts gebrekkige levenskwaliteit (meer) ervaart en als gevolg daarvan de dood boven het leven verkiest.